# Епархия Адди-Грата
Епархия Адди-Грата (лат. Eparchia Adigratensis) — епархия Эфиопской католической церкви с центром в городе Адди-Грат, Эфиопия. Епархия Адди-Грата распространяет свою юрисдикцию на регион Тыграй и часть региона Афар. Епархия Адди-Грата входит в митрополию Аддис-Абебы. Кафедральным собором епархии Адди-Грата является церковь Святейшего Спасителя в Адди-Грате.

## История
25 марта 1937 года Римский папа Пий XI издал буллу Quo in Aethiopiae, которой учредил апостольскую префектуру Тигре, выделив её из апостольского викариата Абиссинии (сегодня — архиепархия Аддис-Абебы).
20 февраля 1961 года Римский папа Иоанн XXIII выпустил буллу Quod venerabiles, которой преобразовал апостольскую префектуру Тигре в епархию Адди-Грата.

## Ординарии епархии
- священник Bartolomeo Bechis (1937—1939);
- священник Salvatore Pane (10.06.1939 — 1951);
  - Sede vacante (1951—1961);
- епископ Hailé Mariam Cahsai (9.04.1961 — 24.11.1970);
- епископ Sebhat-Leab Worku (12.06.1971 — 12.10.1984);
- епископ Kidane-Mariam Teklehaimanot (12.10.1984 — 16.11.2001);
- епископ Tesfay Medhin (16.11.2001 — по настоящее время).

## Источник
- Annuario Pontificio, Libreria Editrice Vaticana, Città del Vaticano, 2003, ISBN 88-209-7422-3
- Булла Quo in Aethiopiae, AAS 29 (1937), стр. 357  (лат.)
- Булла Quod venerabiles, AAS 53 (1961), стр. 648  (лат.)